# Kaitlyn Ashley

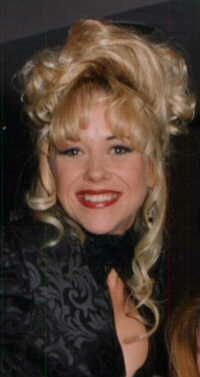
Kaitlyn Ashley

Kaitlyn Ashley (* 29. Juni 1971 als Kelly Hoffman in Fort Lauderdale, Florida) ist eine US-amerikanische Pornodarstellerin.

## Karriere
Kaitlyn Ashley ist deutscher und italienischer Abstammung. Sie und ihr Ehemann Jay Ashley begannen ihre Karrieren mit dem Film Beach Bum Amateurs 32, als Jay Ashely nach acht Monaten als Marine aus Somalia zurückkam und sie im April 1993 nach Kalifornien zogen.
Kaitlyn war von 1993 bis 1997 in der Branche aktiv. Sie gibt Nina Hartley und Debi Diamond als Ratgeber während ihrer Karriere an. 1994 drehte sie ihren ersten Pornospielfilm American Blonde von Regisseur Paul Thomas mit Janine Lindemulder.
Der Regisseur Alex Sanders schrieb 1995 ein Drehbuch für sie für den Film Dear Diary, da er von ihren schauspielerischen Fähigkeiten überzeugt war. Der Film erschien bei Wicked Pictures und Alex Sanders und Jeanna Fine erhielten Preise als beste Nebenrollen neben Ashleys Hauptrolle.
1994 erhielt sie den AVN Award für die Best Supporting Actress im Porno-Western Shame, in dem sie an der Seite von Leena spielte. 1995 bekam sie einen Vertrag bei VCA Pictures angeboten. 1996 wurde sie mit dem wichtigsten AVN Award als Female Performer of the Year ausgezeichnet. 1997 ließ sie sich von Jay Ashley scheiden und hatte eine Beziehung mit dem DJ eines Strip-Clubs, für den sie arbeitete. Der DJ ist mit ihr zusammen in dem Film The Private Diary of Tori Welles zu sehen. Dies war einer ihrer letzten Filme, bevor sie sich 1997 zurückzog und nach Tennessee zog, um ihr Kind großzuziehen.
Kaitlyn wurde 2001 in die AVN Hall of Fame aufgenommen.

## Auszeichnungen
- 1994: AVN Award als Best Supporting Actress in Shame
- 1996: AVN Award als Female Performer of the Year
- 2001: Aufnahme in die AVN Hall of Fame

## Filmografie (Auswahl)
- 1995: Clockwork Orgy
- Bad Girls 3: Cellblock 69
- Club Kiss
- Shame
- 1997: The Valentino Story
- Dear Diary